# Musée d'Art oriental de Turin

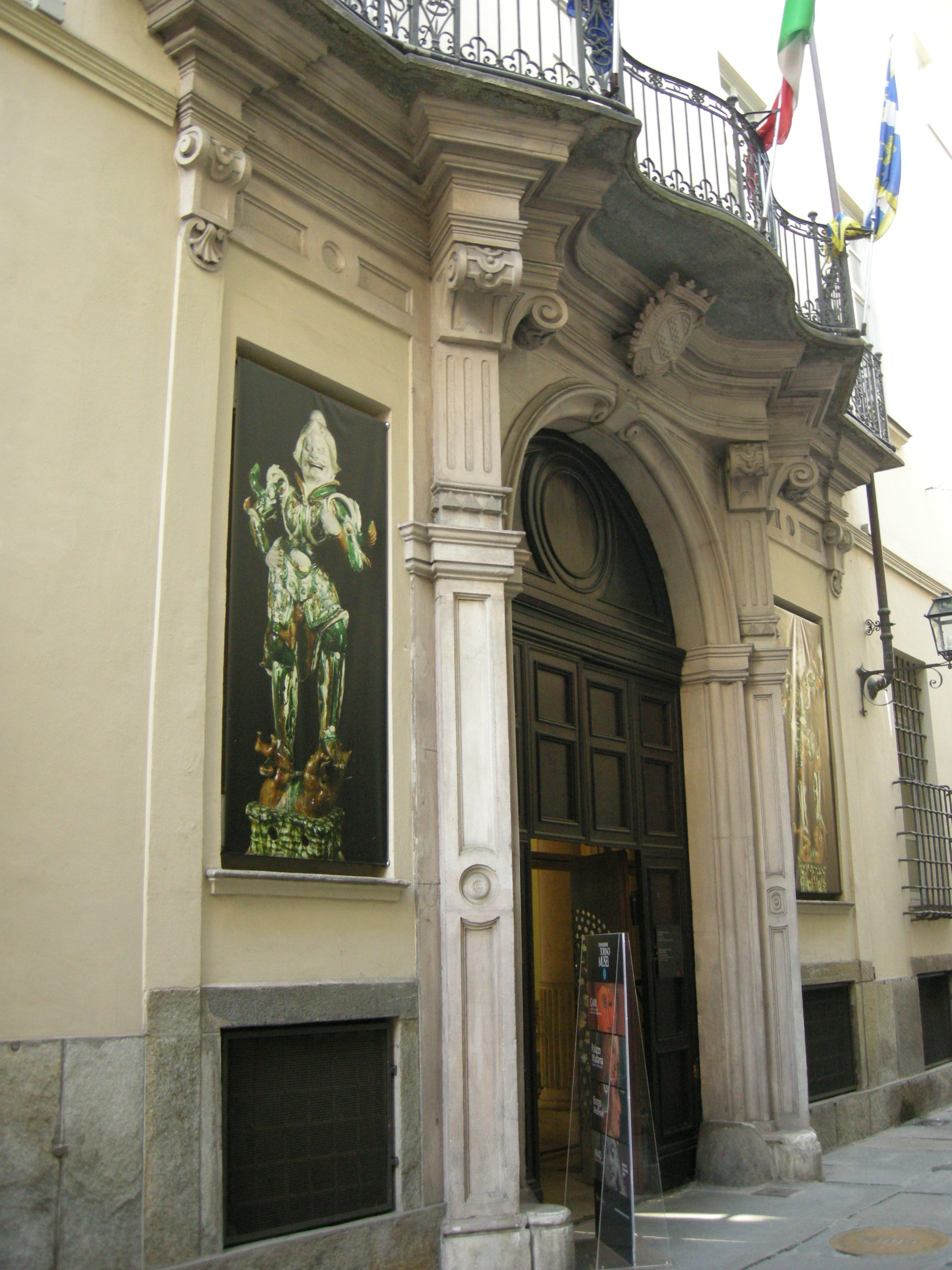
Portail d'entrée du palais Mazzonis, abritant le MAO.

Le musée d'art oriental (Museo d'Arte Orientale, ou MAO) est un des musées les plus récents de la ville piémontaise de Turin dans le nord de l'Italie. Il se trouve dans le centre-ville à l'intérieur du Palazzo Mazzonis et abrite une des collections d'art oriental parmi les plus importantes d'Italie.  

## Histoire
Le musée a été inauguré le 5 décembre 2008 et regroupe des collections conservées auparavant au musée civique d'art antique de Turin et des pièces assemblées avec le concours de fondations et d'organisations locales. 

## Collections et organisation

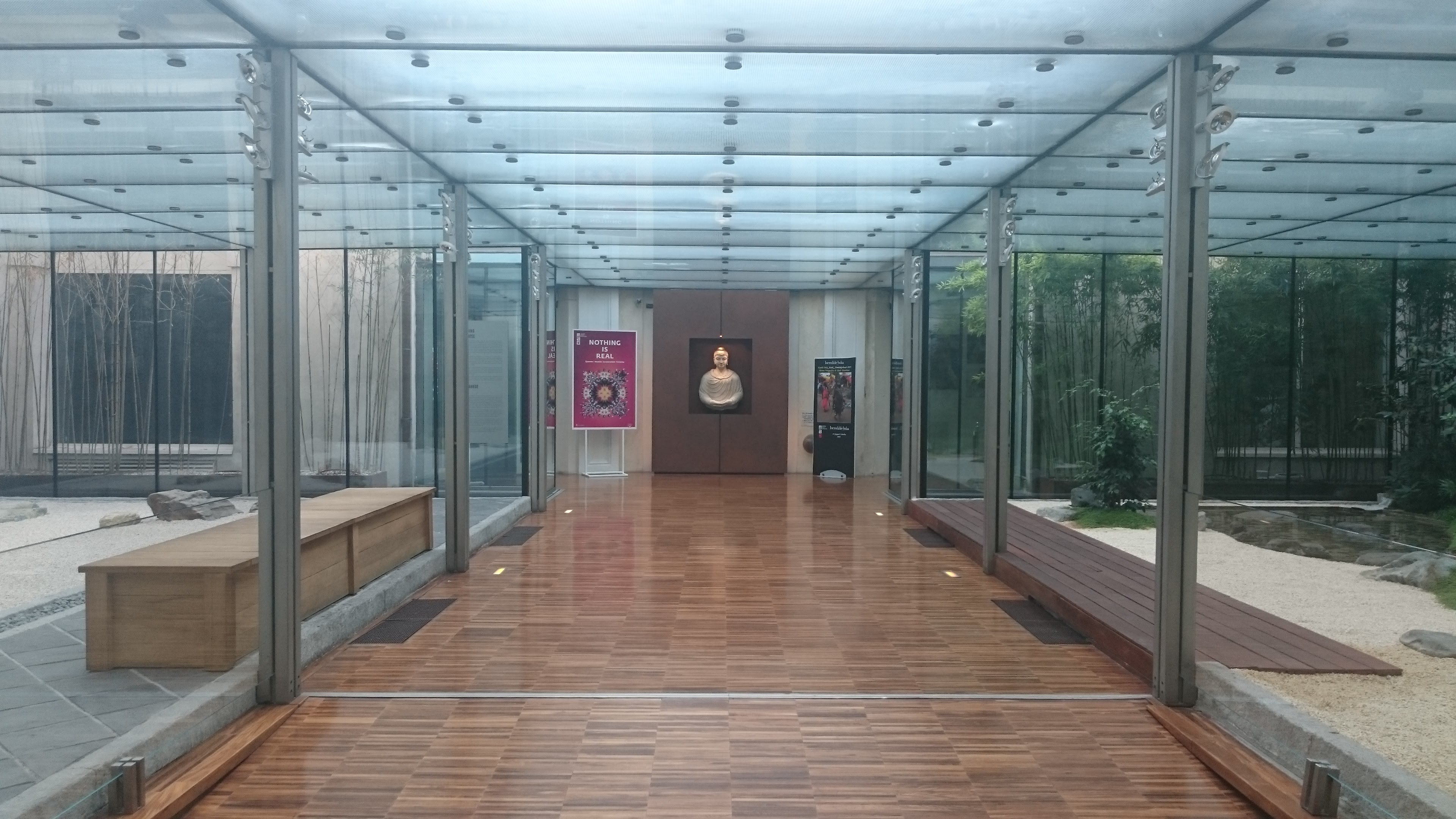
Entrée du musée.

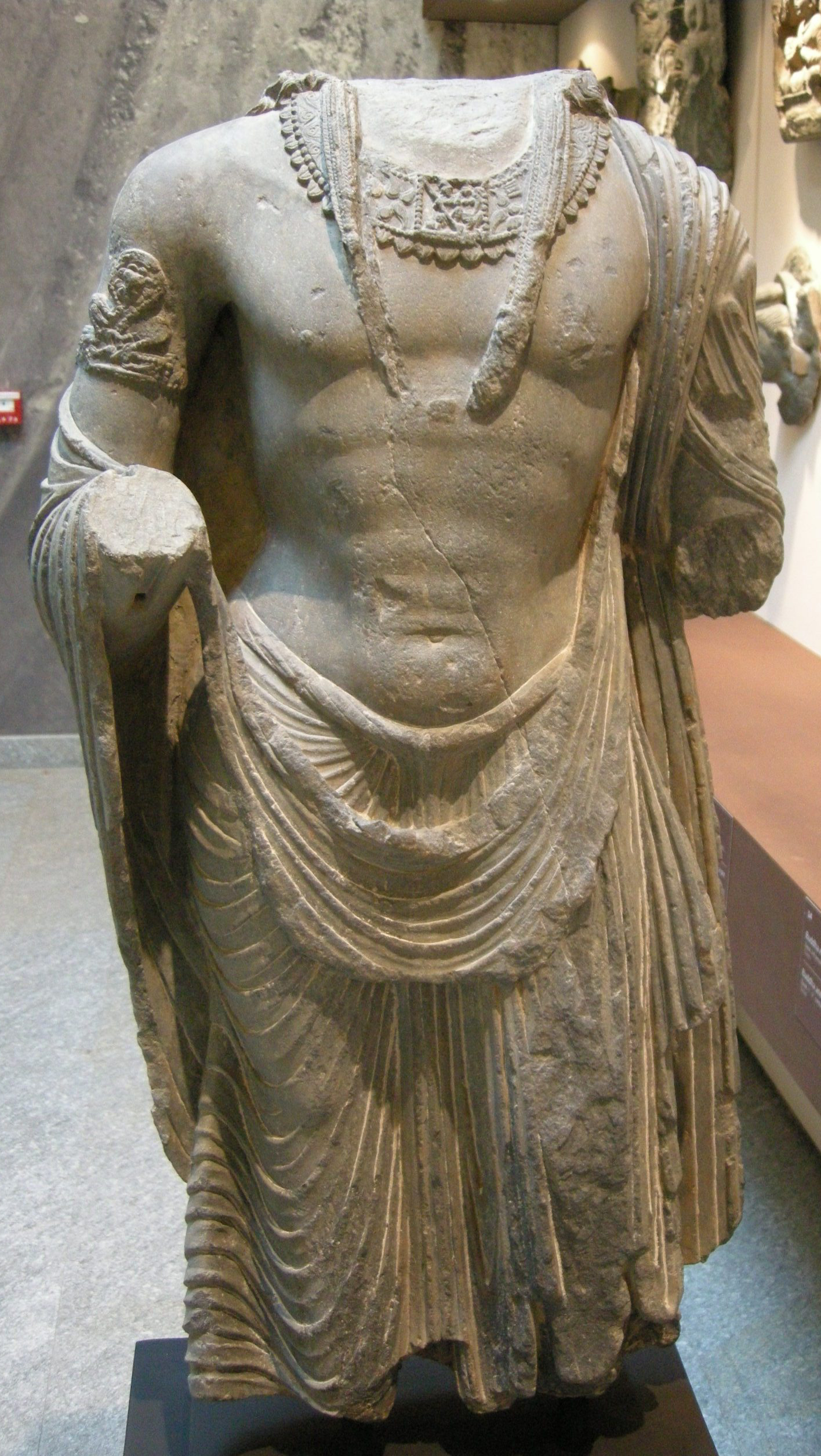
Statue du Bodhisattva debout, Pakistan septentrional, IIe siècle av. J.-C.

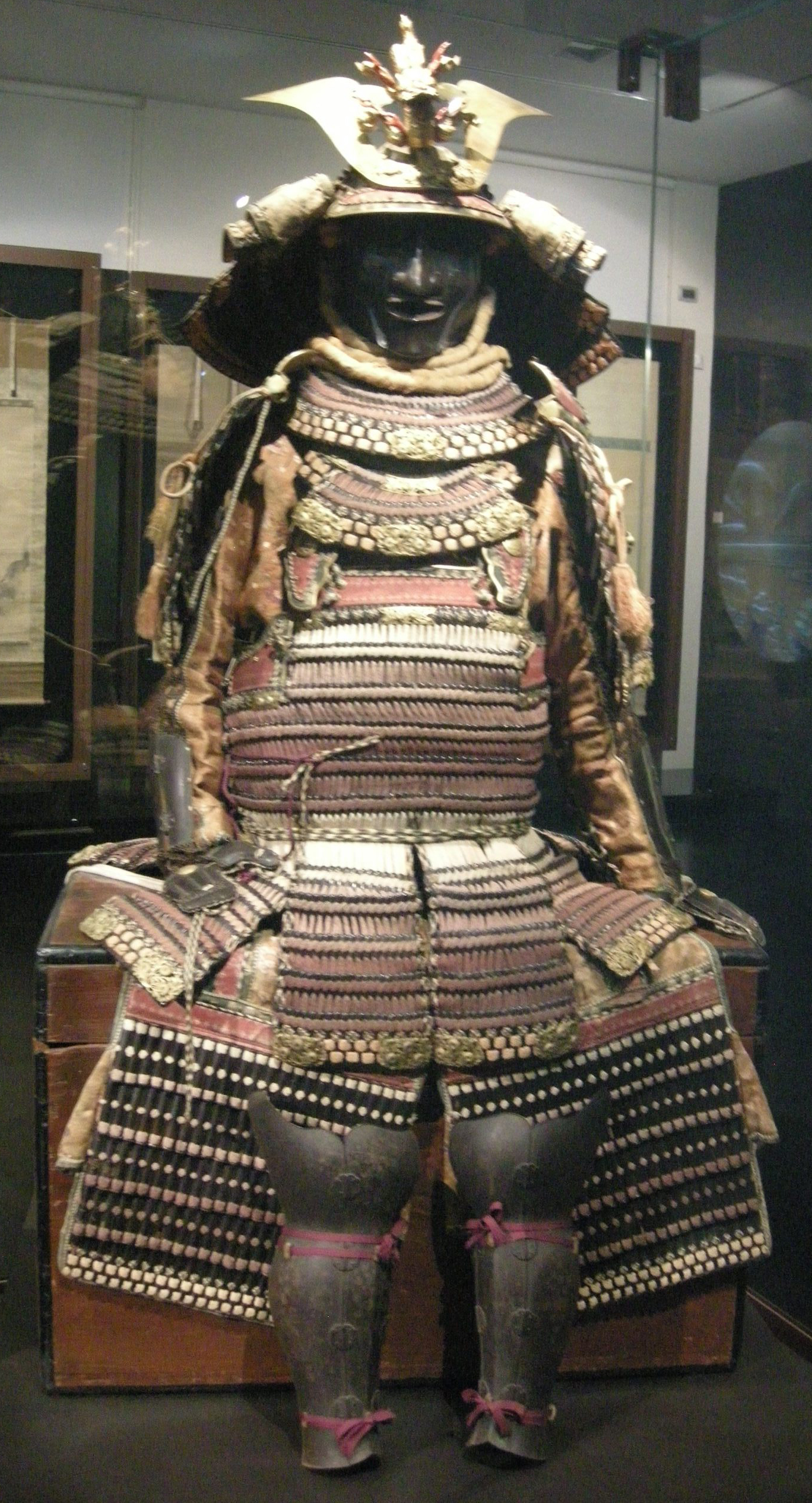
Armure de samouraï du XIXe siècle.

L'agencement intérieur est l'œuvre de l'architecte Andrea Bruno, expert italien de l'Unesco pour la restauration et la conservation du patrimoine artistique et culturel. Il assure l'exposition par rotation de 1 500 œuvres disposées en cinq sections. L'atrium d'entrée comprend un grand espace vitré avec des jardins zen. C'est le point de départ de cinq parcours, avec des choix chromatiques différents et un grand recours au bois et à l'acier. Le rez-de-chaussée est consacré aux expositions temporaires. 
Le premier étage abrite les collections du sud-est de l'Asie, de la Chine e la première partie de la galerie japonaise, tandis que le deuxième étage en abrite la deuxième partie. Au troisième étage, se trouve la galerie himalayenne et le quatrième étage conclut le parcours avec une salle verte, comme de juste dans ce cas, consacrée à l'art islamique. 
À ces collections, qui comprennent environ 2.300 œuvres, s'ajoutent plus de 1.400 pièces archéologiques de la période préislamique des fouilles irakiennes de Séleucie et de Coche. 

### Gandhara
Cette collection présente des pièces originaires de l'actuel Afghanistan et de l'actuel Pakistan nord-occidental d'inspiration bouddhiste, datant du IIe siècle av. J.-C. jusqu'au Ve siècle ap. J.-C.

### Inde
Cette collection comprend de nombreuses sculptures, des bronzes, des pièces en terre cuite et des peintures sur coton provenant du Cachemire et du Pakistan oriental, datant du IIe siècle av. J.-C. jusqu'au XIXe siècle.

### Sud-Est asiatique
C'est une collection qui reflète l'influence indienne de la production artistique du Cambodge, de Birmanie, de Thaïlande et du Vietnam, avec des caractéristiques iconographiques typiques de ces contrées.

### Chine
Cette collection démarre au néolithique et présente des pièces muséales de bronze rituelles et des objets en laque de la période pré-impériale, jusqu'à diverses pièces des dynasties Han et Tang (statuettes, chevaux, vaisselle, etc.)

### Japon
Cette collection est fort diverse avec des statues de bois (du XIIe au XVIIe siècle), des paravents du XVIIe au XIXe siècle, des tissus, étoffes, peintures et xylographies (estampes, etc.), avec de nombreux objets de laque, ainsi que des armes et des armures. Cette galerie est sujette à des rotations fréquentes. 

### Himalaya
Ici sont regroupées des pièces en provenance du Bhoutan, du Ladakh, du Népal et du Tibet, aussi bien des sculptures que des peintures, des manuscrits, des instruments rituels, des éléments d'architecture. 

### Islam
La collection islamique est caractérisée par ses manuscrits précieux et ses objets provenant de Turquie, de Perse et des anciennes républiques soviétiques d'Asie centrale, remarquables par l'importance de la calligraphie.

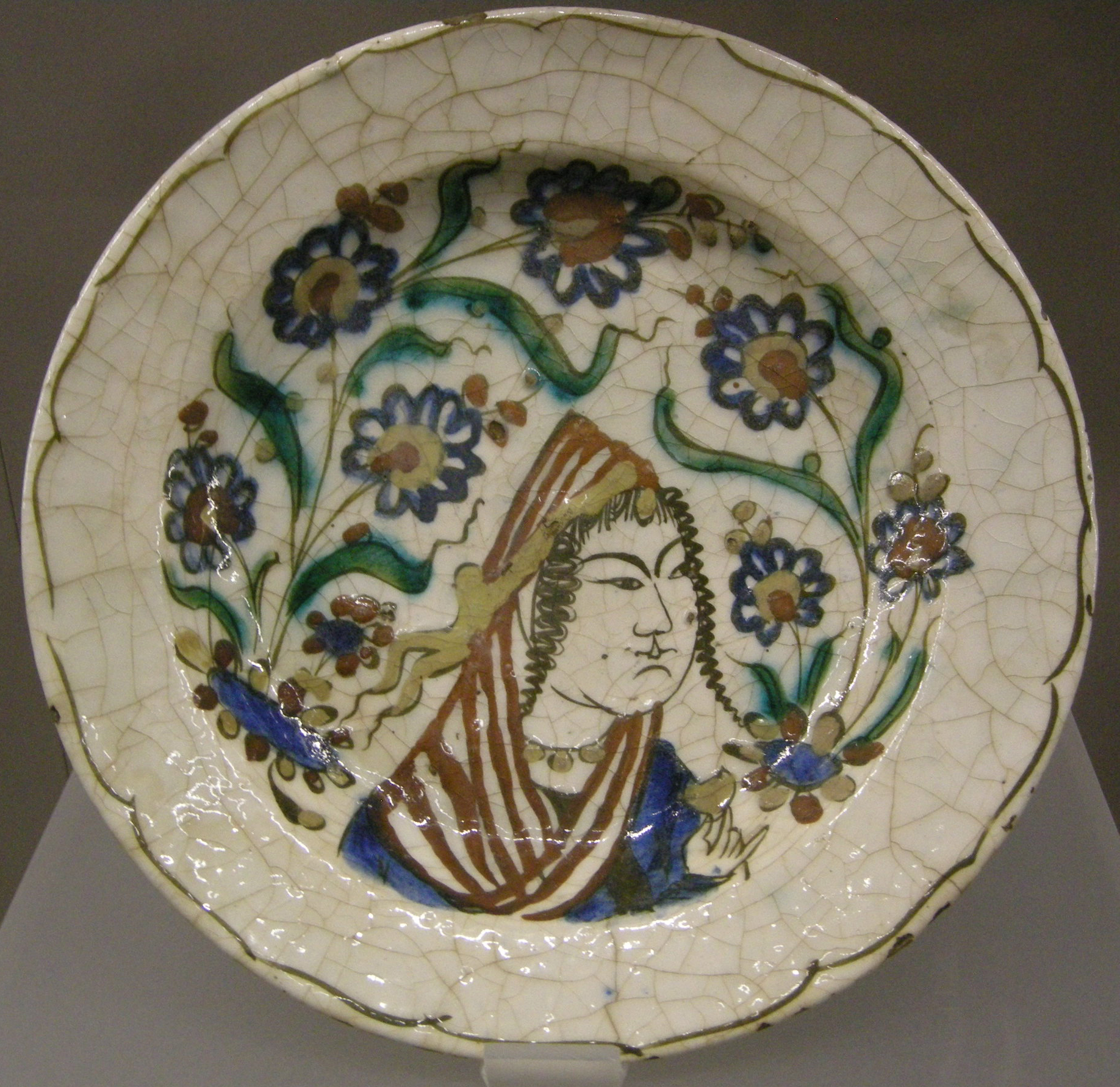
Assiette koubatchi du XVIe siècle (art persan, période safavide)
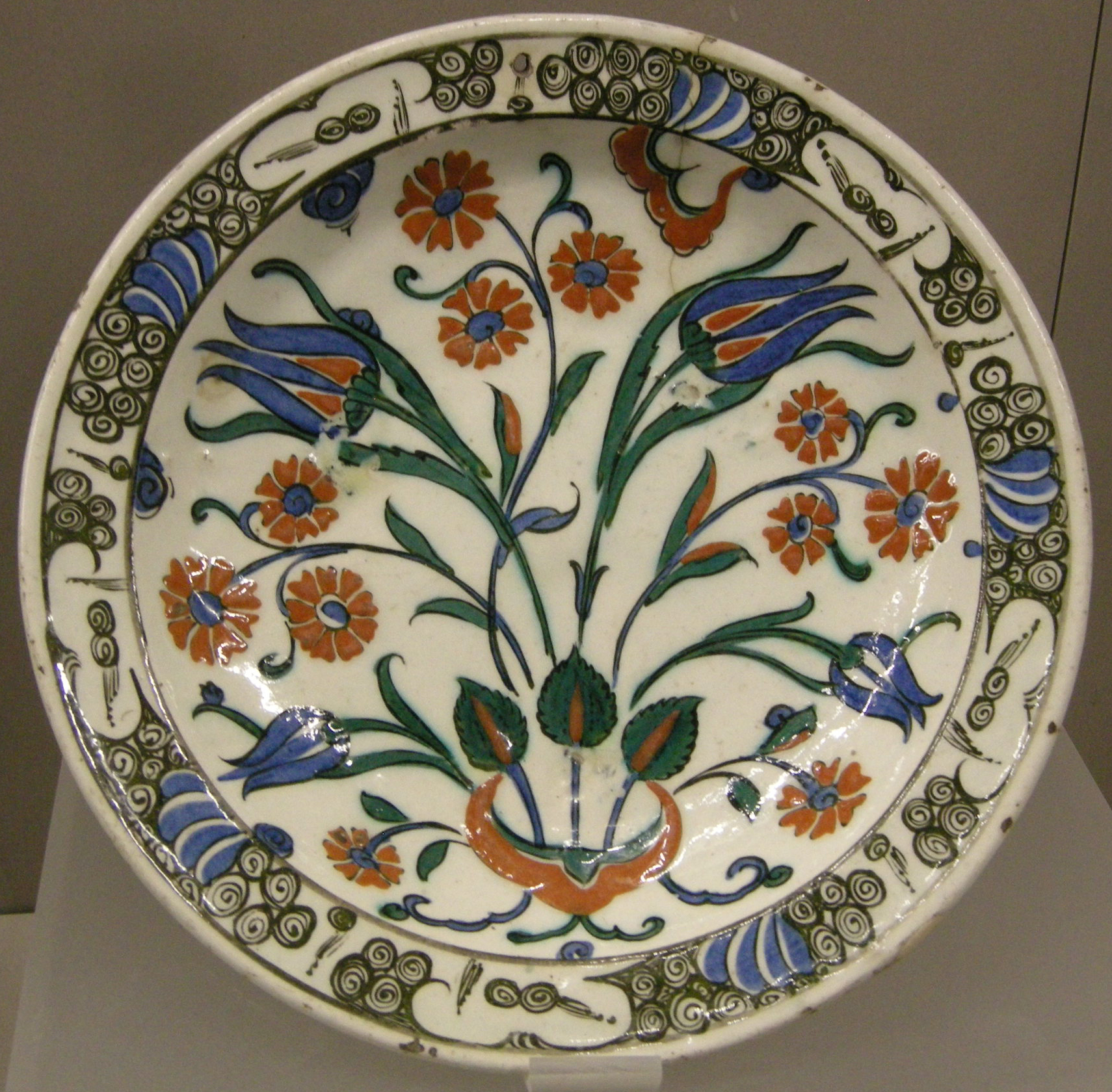
Assiette iznik de la seconde moitié du XVIe siècle (Turquie)
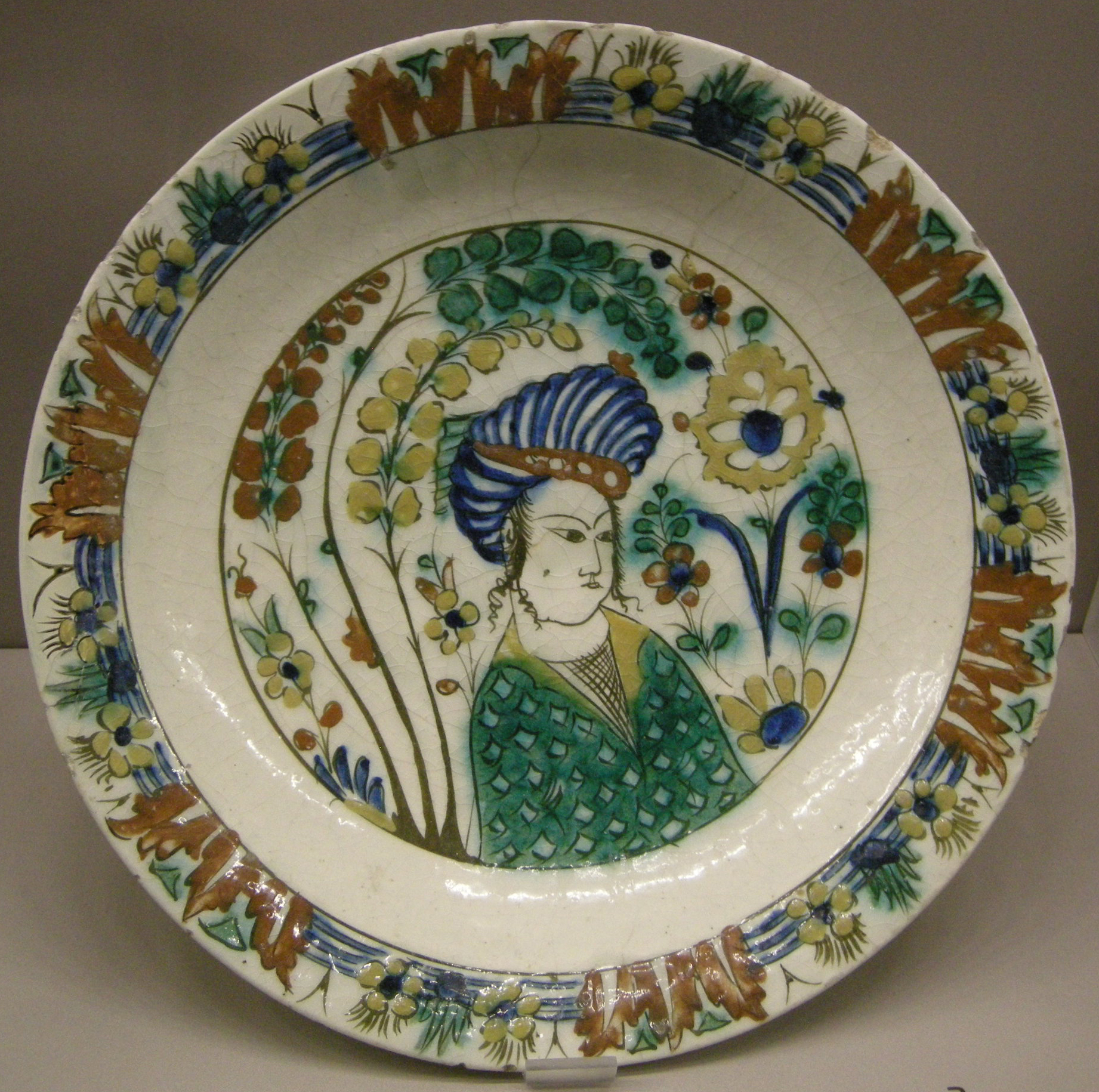
Assiette koubatchi du XVIe siècle (art persan, période safavide)